# 鹿児島市立明和中学校
鹿児島市立明和中学校（かごしましりつめいわちゅうがっこう 英語: Meiwa Junior High School）は、鹿児島県鹿児島市明和二丁目にある市立中学校。

## 生徒数
- 令和元年現在242人であり、減少傾向である。

## 沿革
- 1976年（昭和51年）4月1日 - 鹿児島市立明和中学校新設、翌日城西中学校から分離の2、3年生受け入れ式。
- 同年4月7日 - 開校式
- 同年6月21日 - 校章制定
- 1985年（昭和60年）8月31日 - 昭和60年台風第13号襲来により仮設校舎が全壊[1]。
- 1987年（昭和62年）- 武道館落成
- 1988年（昭和63年） - 校区の一部より武岡中学校が分離して開校する。
分離以前は、旧・武岡小学校校区（武岡台小学校は、武岡中学校開校の1年後に開校）と明和小学校校区の生徒は旧・武岡小学校校区（武岡の全域）の生徒が半分以上を占めており、分離の直前までは、総生徒数2000名以上と日本でも最大規模の生徒数を抱えていた[2]。武岡小学校同様、2つの校舎では足りずプレハブ小屋を建てて、1年生はそこで授業をしていた。

## 通学区域
明和中学校の通学区域は以下の町丁の区域が指定されている。
- 明和一丁目から明和五丁目までの全域

## 部活動
2019年度現在
- 野球部
- 男子バスケット部
- 女子バスケット部
- 女子バレー部
- サッカー部
- 男子ソフトテニス部
- 女子ソフトテニス部
- 弓道部
- 吹奏楽部
- 美術部